# Olympische Sommerspiele 1988/Leichtathletik – 200 m (Frauen)

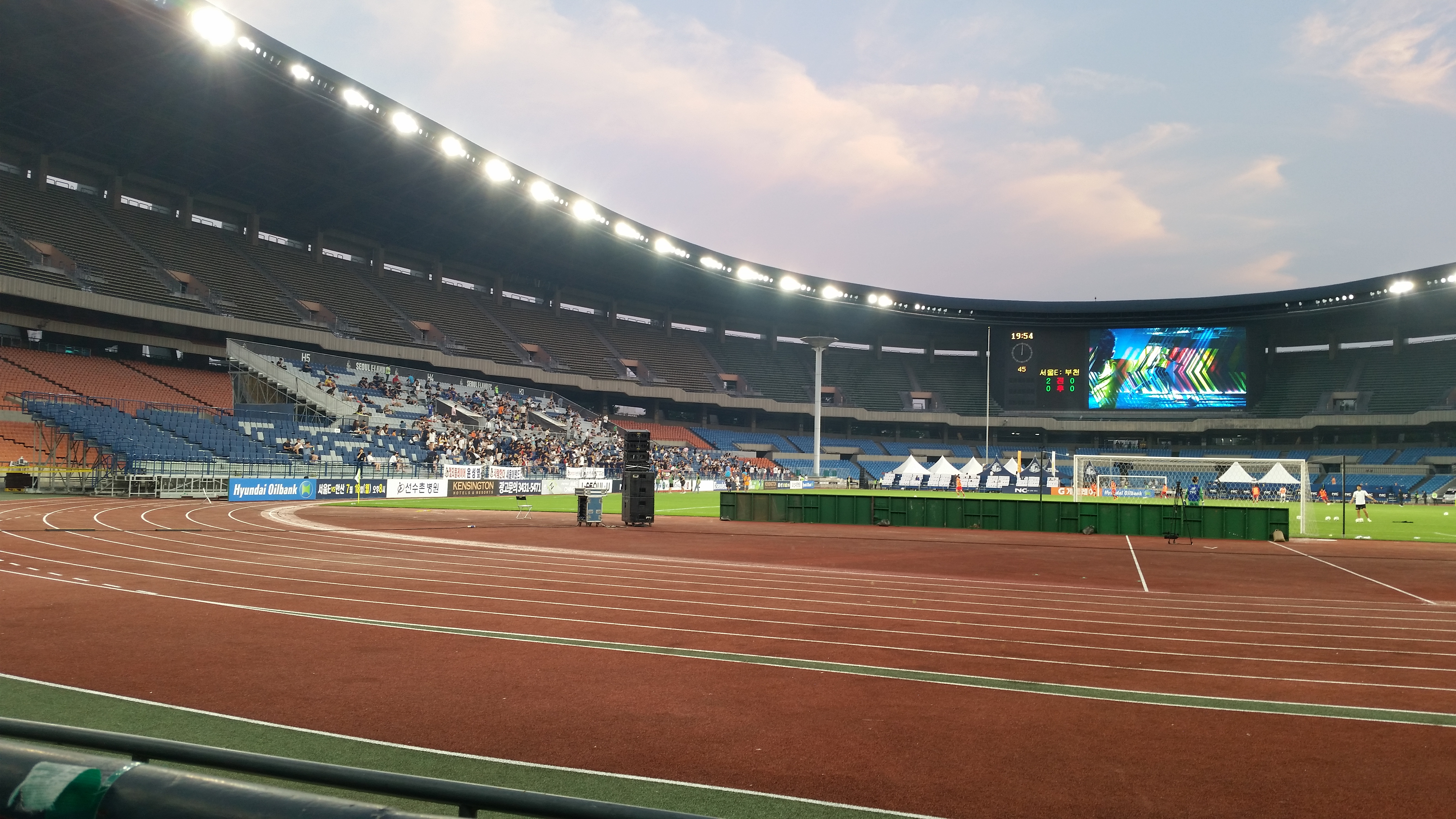
Innenraum des Olympiastadions im Jahr 2016

Der 200-Meter-Lauf der Frauen bei den Olympischen Spielen 1988 in Seoul wurde am 28. und 29. September 1988 im Olympiastadion Seoul ausgetragen. 59 Athletinnen nahmen teil.
Olympiasiegerin wurde die  US-Amerikanerin Florence Griffith-Joyner, die sowohl im Halbfinale als auch im Finale Weltrekord lief. Sie gewann vor der Jamaikanerin Grace Jackson und Heike Drechsler aus der DDR.
Neben der Medaillengewinnerin gingen Katrin Krabbe und Silke Möller, frühere Silke Gladisch, für die DDR an den Start. Möller erreichte das Finale und wurde Fünfte. Krabbe schied im Halbfinale aus.

Für die Bundesrepublik Deutschland nahmen Silke-Beate Knoll, Karin Janke und Andrea Thomas teil. Knoll und Janke schieden im Viertelfinale aus, Thomas im Halbfinale.

Die Schweizerin Regula Aebi kam bis ins Halbfinale, die Liechtensteinerin Yvonne Hasler scheiterte in der Vorrunde.

Läuferinnen aus Österreich nahmen nicht teil.

## Aktuelle Titelträgerinnen
| Olympiasiegerin 1984                      | Valerie Brisco-Hooks ( USA)  | 21,81 s | Los Angeles 1984  |
| Weltmeisterin 1987                        | Silke Gladisch ( DDR)        | 21,74 s | Rom 1987          |
| Europameisterin 1986                      | Heike Drechsler ( DDR)       | 21,71 s | Stuttgart 1986    |
| Panamerikanische Meisterin 1987           | Gwen Torrence ( USA)         | 22,52 s | Indianapolis 1987 |
| Zentralamerika- und Karibikmeisterin 1987 | Ester Petitón ( Kuba)        | 23,67 s | Caracas 1987      |
| Südamerikameisterin 1987                  | Ximena Restrepo ( Kolumbien) | 23,49 s | São Paulo 1987    |
| Asienmeisterin 1987                       | Lydia de Vega ( Philippinen) | 23,38 s | Singapur 1987     |
| Afrikameisterin 1988                      | Falitat Ogunkoya ( Nigeria)  | 23,33 s | Annaba 1988       |

## Rekorde

### Bestehende Rekorde
| Weltrekord         | 21,71 s | Marita Koch ( DDR)          | Karl-Marx-Stadt (heute Chemnitz), DDR (heute Deutschland) | 10. Juni 1979   |
| Weltrekord         | 21,71 s | Heike Drechsler ( DDR)      | Jena, DDR (heute Deutschland)                             | 29. Juni 1986   |
| Weltrekord         | 21,71 s | Heike Drechsler ( DDR)      | Stuttgart, BR Deutschland (heute Deutschland)             | 29. August 1986 |
| Olympischer Rekord | 21,81 s | Valerie Brisco-Hooks ( USA) | Finale OS Los Angeles, USA                                | 9. August 1984  |

### Rekordverbesserungen
Die US-amerikanische Olympiasiegerin Florence Griffith-Joyner verbesserte zunächst den olympischen Rekord und anschließend zweimal den Weltrekord.
- Olympischer Rekord:
  - 21,76 s – erstes Viertelfinale bei einem Rückenwind von 0,7 m/s
- Weltrekorde:
  - 21,56 s – erstes Halbfinale bei einem Rückenwind von 1,7 m/s
  - 21,34 s – Finale bei einem Rückenwind von 1,3 m/s

## Vorrunde
Datum: 28. September 1988
Die Läuferinnen traten zu acht Vorläufen an. Für das Viertelfinale qualifizierten sich pro Lauf die ersten drei Athletinnen. Darüber hinaus kamen die acht Zeitschnellsten, die sogenannten Lucky Loser, weiter. Die direkt qualifizierten Athletinnen sind hellblau, die Lucky Loser hellgrün unterlegt.

### Vorlauf 1
10:30 Uhr
Wind: −0,3 m/s
| Platz | Name             | Nation              | Zeit    |
| ----- | ---------------- | ------------------- | ------- |
| 1     | Heike Drechsler  | DDR                 | 22,93 s |
| 2     | Agnieszka Siwek  | Polen               | 23,10 s |
| 3     | Falitat Ogunkoya | Nigeria             | 23,12 s |
| 4     | Angela Williams  | Trinidad und Tobago | 23,76 s |
| 5     | Ximena Restrepo  | Kolumbien           | 24,00 s |
| 6     | Félicite Bada    | Benin               | 25,42 s |
| 7     | Mariama Ouiminga | Burkina Faso        | 26,08 s |

### Vorlauf 2
10:35 Uhr
Wind: +0,9 m/s
| Platz | Name                | Nation                       | Zeit    |
| ----- | ------------------- | ---------------------------- | ------- |
| 1     | Nadeschda Georgiewa | Bulgarien                    | 22,80 s |
| 2     | Mary Onyali         | Nigeria                      | 22,82 s |
| 3     | Andrea Thomas       | BR Deutschland               | 22,92 s |
| 4     | Anna Rita Angotzi   | Italien                      | 23,59 s |
| 5     | Marina Skordi       | Griechenland                 | 24,06 s |
| 6     | Ruth Morris         | Amerikanische Jungferninseln | 24,51 s |
| 7     | Agnes Griffith      | Grenada                      | 24,79 s |
| 8     | Ng Ka Yee           | Hongkong                     | 25,35 s |

### Vorlauf 3
10:40 Uhr
Wind: +1,2 m/s
| Platz | Name                | Nation              | Zeit    |
| ----- | ------------------- | ------------------- | ------- |
| 1     | Galina Maltschugina | Sowjetunion         | 22,85 s |
| 2     | Silke Möller        | DDR                 | 23,07 s |
| 3     | Jolanta Janota      | Polen               | 23,40 s |
| 4     | Jocelyn Joseph      | Antigua und Barbuda | 23,57 s |
| 5     | Marisa Masullo      | Italien             | 23,58 s |
| 6     | U Yang-ja           | Südkorea            | 24,94 s |
| 7     | Melvina Vulah       | Liberia             | 25,46 s |
| 8     | Erin Tierney        | Cookinseln          | 26,16 s |

### Vorlauf 4
10:45 Uhr
Wind: +0,7 m/s
| Platz | Name                        | Nation              | Zeit    |
| ----- | --------------------------- | ------------------- | ------- |
| 1     | Merlene Ottey               | Jamaika             | 23,06 s |
| 2     | Marie-José Pérec            | Frankreich          | 23,49 s |
| 3     | Silke-Beate Knoll           | BR Deutschland      | 23,51 s |
| 4     | Louise Stuart               | Großbritannien      | 23,61 s |
| 5     | Joyce Odhiambo              | Kenia               | 24,26 s |
| 6     | Oliver Acii                 | Uganda              | 24,39 s |
| 7     | Judith Diankoléla-Missengué | Volksrepublik Kongo | 25,20 s |
| 8     | Evelyn Farrell              | Aruba               | 25,74 s |

### Vorlauf 5
10:50 Uhr
Wind: +0,7 m/s
| Platz | Name                     | Nation              | Zeit    |
| ----- | ------------------------ | ------------------- | ------- |
| 1     | Florence Griffith-Joyner | USA                 | 22,51 s |
| 2     | Katrin Krabbe            | DDR                 | 23,14 s |
| 3     | Muriel Leroy             | Frankreich          | 23,19 s |
| 4     | Regula Aebi              | Schweiz             | 23,22 s |
| 5     | Zhang Yiaogiong          | Volksrepublik China | 24,08 s |
| 6     | Yvette Bonapart          | Suriname            | 24,95 s |
| 7     | Guilhermina da Cruz      | Angola              | 25,62 s |

### Vorlauf 6
10:55 Uhr
Wind: ±0,0 m/s
| Platz | Name              | Nation        | Zeit    |
| ----- | ----------------- | ------------- | ------- |
| 1     | Grace Jackson     | Jamaika       | 22,66 s |
| 2     | Maja Asaraschwili | Sowjetunion   | 22,98 s |
| 3     | Norfalia Carabalí | Kolumbien     | 23,78 s |
| 4     | Yolande Straughn  | Barbados      | 23,81 s |
| 5     | Gaily Dube        | Simbabwe      | 24,42 s |
| 6     | Yvonne Hasler     | Liechtenstein | 24,91 s |
| 7     | Aminata Diarra    | Mali          | 25,81 s |
| DNS   | Maree Holland     | Australien    |         |

### Vorlauf 7
11:00 Uhr
Wind: +0,6 m/s
| Platz | Name                         | Nation            | Zeit    |
| ----- | ---------------------------- | ----------------- | ------- |
| 1     | Gwen Torrence                | USA               | 22,87 s |
| 2     | Pauline Davis                | Bahamas           | 23,08 s |
| 3     | Kerry Johnson                | Australien        | 23,20 s |
| 4     | Simmone Jacobs               | Großbritannien    | 23,47 s |
| 5     | Marie-Christine Cazier-Ballo | Frankreich        | 23,50 s |
| 6     | Claudia Acerenza             | Uruguay           | 24,46 s |
| 7     | Ya-Li Chen                   | Chinesisch Taipeh | 25,03 s |

### Vorlauf 8
11:05 Uhr
Wind: +0,6 m/s
| Platz | Name                      | Nation              | Zeit    |
| ----- | ------------------------- | ------------------- | ------- |
| 1     | Paula Dunn                | Großbritannien      | 23,32 s |
| 2     | Maria Magnólia Figueiredo | Brasilien           | 23,71 s |
| 3     | Karin Janke               | BR Deutschland      | 23,83 s |
| 4     | Xie Zhiling               | Volksrepublik China | 24,01 s |
| 5     | Olivette Daruhi           | Vanuatu             | 26,88 s |
| 6     | Rosa Mbuamangongo         | Äquatorialguinea    | 31,12 s |
| DNF   | Pam Marshall              | USA                 |         |

## Viertelfinale
Datum: 28. September 1988
Für das Halbfinale qualifizierten sich in den vier Läufen die jeweils ersten vier Athletinnen (hellblau unterlegt).

### Lauf 1
13:15 Uhr
Wind: +0,7 m/s
| Platz | Name                         | Nation              | Zeit    | Anmerkung |
| ----- | ---------------------------- | ------------------- | ------- | --------- |
| 1     | Florence Griffith-Joyner     | USA                 | 21,76 s | OR        |
| 2     | Maja Asaraschwili            | Sowjetunion         | 22,37 s |           |
| 3     | Heike Drechsler              | DDR                 | 22,38 s |           |
| 4     | Regula Aebi                  | Schweiz             | 22,88 s |           |
| 5     | Kerry Johnson                | Australien          | 23,01 s |           |
| 6     | Silke-Beate Knoll            | BR Deutschland      | 23,15 s |           |
| 7     | Angela Williams              | Trinidad und Tobago | 23,48 s |           |
| 8     | Marie-Christine Cazier-Ballo | Frankreich          | 23,63 s |           |

### Lauf 2
13:20 Uhr
Wind: +0,7 m/s
| Platz | Name                | Nation         | Zeit    |
| ----- | ------------------- | -------------- | ------- |
| 1     | Gwen Torrence       | USA            | 22,25 s |
| 2     | Merlene Ottey       | Jamaika        | 22,30 s |
| 3     | Nadeschda Georgiewa | Bulgarien      | 22,60 s |
| 4     | Katrin Krabbe       | DDR            | 22,67 s |
| 5     | Falilat Ogunkoya    | Nigeria        | 22,88 s |
| 6     | Anna Rita Angotzi   | Italien        | 23,33 s |
| 7     | Jolanta Janota      | Polen          | 23,34 s |
| 8     | Louise Stuart       | Großbritannien | 23,59 s |

### Lauf 3

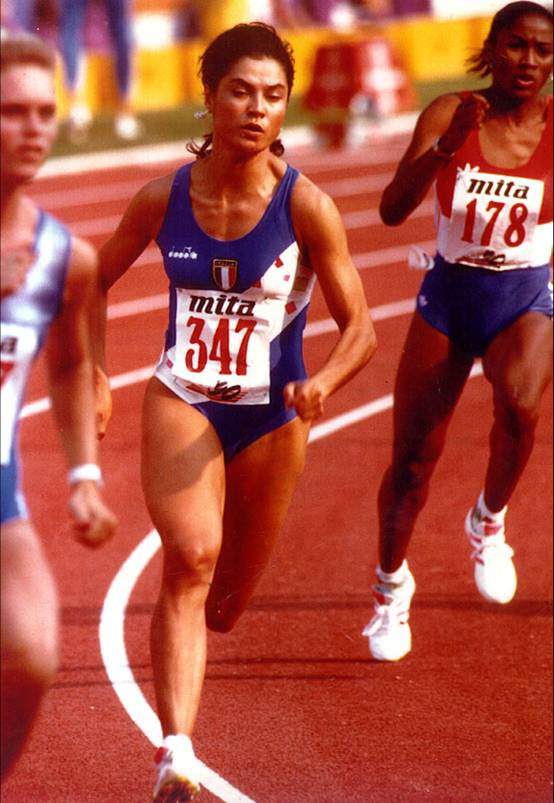
Marisa Masullo – ausgeschieden als Sechste des dritten Viertelfinals

13:25 Uhr
Wind: +0,3 m/s
| Platz | Name              | Nation              | Zeit    |
| ----- | ----------------- | ------------------- | ------- |
| 1     | Grace Jackson     | Jamaika             | 22,24 s |
| 2     | Andrea Thomas     | BR Deutschland      | 22,84 s |
| 3     | Silke Möller      | DDR                 | 22,86 s |
| 4     | Paula Dunn        | Großbritannien      | 23,04 s |
| 5     | Muriel Leroy      | Frankreich          | 23,22 s |
| 6     | Marisa Masullo    | Italien             | 23,52 s |
| 7     | Jocelyn Joseph    | Antigua und Barbuda | 23,59 s |
| 8     | Norfalia Carabalí | Kolumbien           | 23,96 s |

### Lauf 4

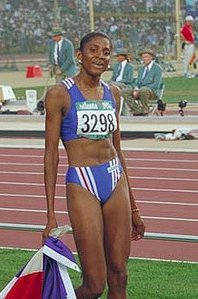
Die später über 400 Meter und 400 Meter Hürden sehr erfolgreiche Marie-José Pérec erreichte als Achte des vierten Viertelfinals nicht das Semifinale

13:30 Uhr
Wind: −0,5 m/s
| Platz | Name                      | Nation         | Zeit    |
| ----- | ------------------------- | -------------- | ------- |
| 1     | Galina Maltschugina       | Sowjetunion    | 22,77 s |
| 2     | Mary Onyali               | Nigeria        | 22,89 s |
| 3     | Pauline Davis             | Bahamas        | 22,92 s |
| 4     | Agnieszka Siwek           | Polen          | 22,96 s |
| 5     | Simmone Jacobs            | Großbritannien | 23,38 s |
| 6     | Maria Magnólia Figueiredo | Brasilien      | 23,67 s |
| 7     | Karin Janke               | BR Deutschland | 23,87 s |
| 8     | Marie-José Pérec          | Frankreich     | 24,22 s |

## Halbfinale
Datum: 29. September 1988
Für das Finale qualifizierten sich in den beiden Läufen die jeweils ersten vier Athletinnen (hellblau unterlegt).

### Lauf 1

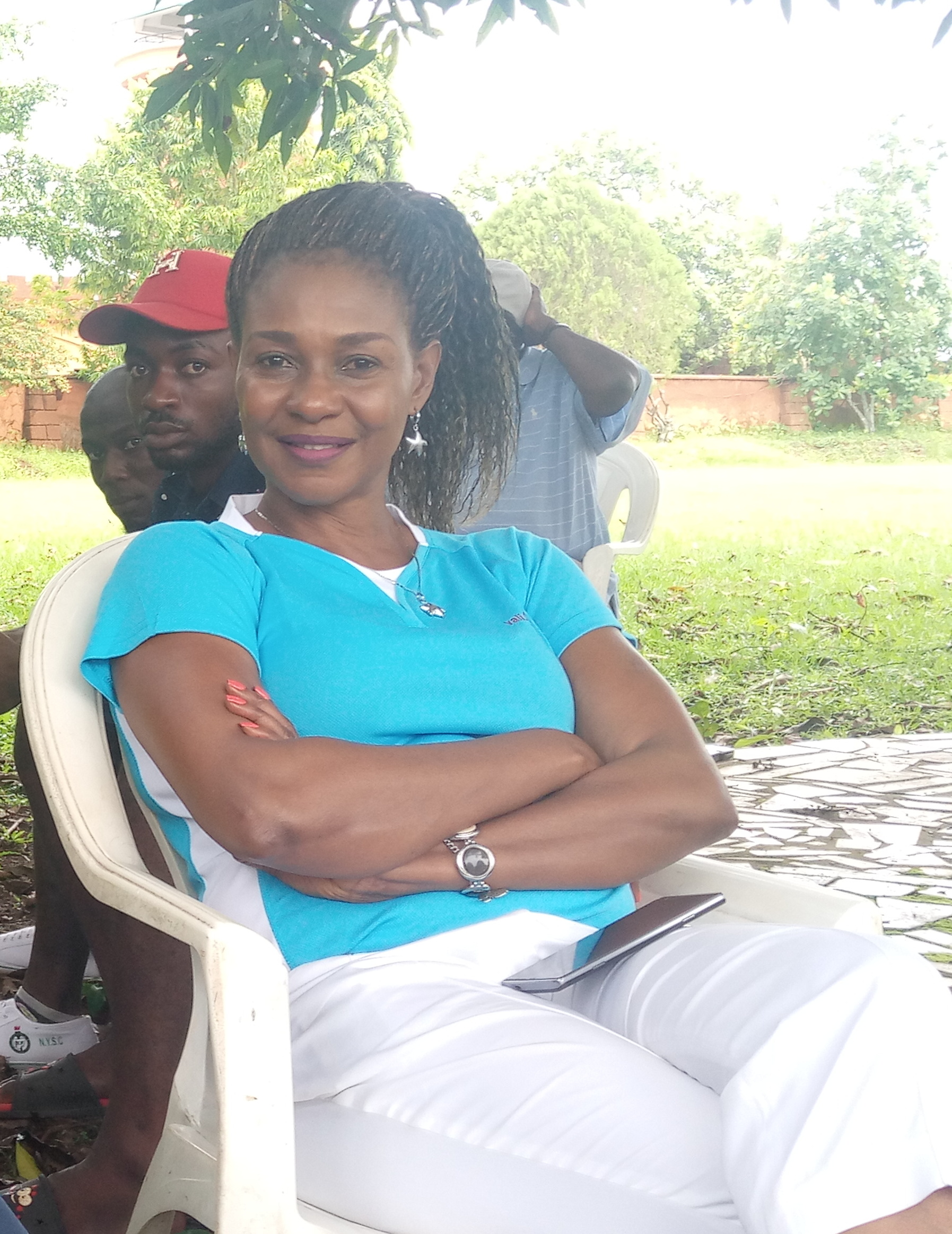
Mary Onyali (Foto: 2017) – ausgeschieden als Fünfte des ersten Halbfinals
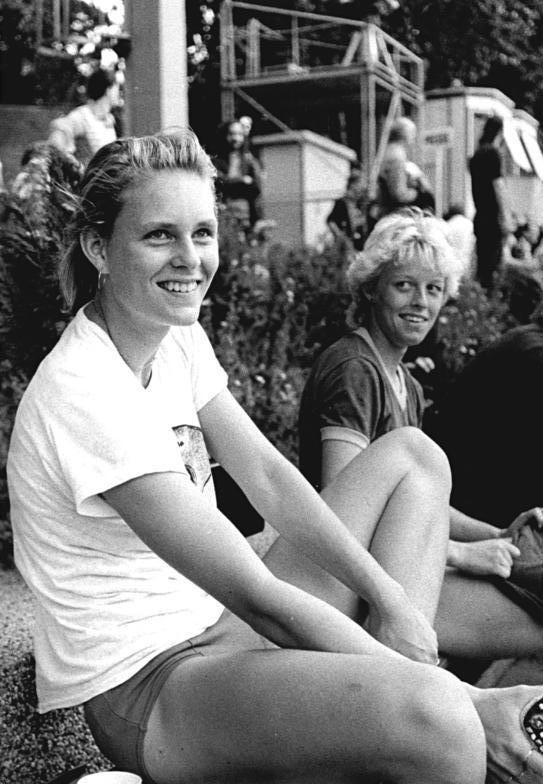
Katrin Krabbe – ausgeschieden als Sechste des ersten Halbfinals

15:00 Uhr
Wind: +1,7 m/s
| Platz | Name                     | Nation         | Zeit    | Anmerkung |
| ----- | ------------------------ | -------------- | ------- | --------- |
| 1     | Florence Griffith-Joyner | USA            | 21,56 s | WR        |
| 2     | Merlene Ottey            | Jamaika        | 22,07 s |           |
| 3     | Silke Möller             | DDR            | 22,15 s |           |
| 4     | Maja Asaraschwili        | Sowjetunion    | 22,33 s |           |
| 5     | Mary Onyali              | Nigeria        | 22,43 s |           |
| 6     | Katrin Krabbe            | DDR            | 22,59 s |           |
| 7     | Pauline Davis            | Bahamas        | 22,67 s |           |
| 8     | Andrea Thomas            | BR Deutschland | 22,91 s |           |

### Lauf 2
15:05 Uhr
Wind: +1,8 m/s
| Platz | Name                | Nation         | Zeit    |
| ----- | ------------------- | -------------- | ------- |
| 1     | Grace Jackson       | Jamaika        | 22,13 s |
| 2     | Heike Drechsler     | DDR            | 22,27 s |
| 3     | Gwen Torrence       | USA            | 22,53 s |
| 4     | Galina Maltschugina | Sowjetunion    | 22,55 s |
| 5     | Nadeschda Georgiewa | Bulgarien      | 22,67 s |
| 6     | Paula Dunn          | Großbritannien | 23,14 s |
| 7     | Agnieszka Siwek     | Polen          | 23,20 s |
| 8     | Regula Aebi         | Schweiz        | 23,33 s |

## Finale

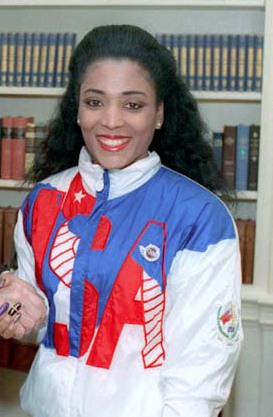
Florence Griffith-Joyner – über 200 Meter mit ihrer zweiten von drei Goldmedaillen bei diesen Spielen

Datum: 29. September 1988, 16:40 Uhr
Wind: +1,3 m/s
| Platz | Name                     | Nation      | Zeit    | Anmerkung |
| ----- | ------------------------ | ----------- | ------- | --------- |
| 1     | Florence Griffith-Joyner | USA         | 21,34 s | WR        |
| 2     | Grace Jackson            | Jamaika     | 21,72 s |           |
| 3     | Heike Drechsler          | DDR         | 21,95 s |           |
| 4     | Merlene Ottey            | Jamaika     | 21,99 s |           |
| 5     | Silke Möller             | DDR         | 22,09 s |           |
| 6     | Gwen Torrence            | USA         | 22,17 s |           |
| 7     | Maja Asaraschwili        | Sowjetunion | 22,33 s |           |
| 8     | Galina Maltschugina      | Sowjetunion | 22,42 s |           |

Für das Finale hatten sich je zwei Läuferinnen aus den Vereinigten Staaten, aus Jamaika, aus der DDR und aus der Sowjetunion qualifiziert.
Die Favoritinnen kamen aus den USA und der DDR. Die US-Läuferin Florence Griffith-Joyner hatte zuvor über 100 Meter triumphiert und schon im Halbfinale den bestehenden 200-Meter-Weltrekord verbessert. Silke Möller aus der DDR war die amtierende Weltmeisterin, bis vor einem Jahr als Silke Gladisch gestartet, die allerdings nicht mehr ganz die Topform des Vorjahres hatte. Hinzu kam die amtierende Europameisterin Heike Drechsler, ebenfalls aus der DDR, die den vor den Spielen bestehenden Weltrekord von 21,71 s im Jahr 1986 zweimal eingestellt hatte.
Im Finale war der Ausgang des Rennens eingangs der Zielgeraden völlig offen. Griffith-Joyner und die Jamaikanerin Merlene Ottey lagen gleichauf, mit knappen Abständen folgten Drechsler und Möller. Auf den letzten achtzig Metern änderte sich das komplett. Florence Griffith-Joyner stürmte mit einem immer größer werdenden Vorsprung dem Ziel entgegen und wurde überlegene Olympiasiegerin. Hinter ihr verlor vor allem Ottey immer mehr an Boden, während deren Landsfrau Grace Jackson, die Olympiavierte über 100 Meter, mit starkem Finish aufholte und sich die Silbermedaille erkämpfte. Heike Drechsler gewann zwei Zehntelsekunden dahinter Bronze hauchdünn vor Merlene Ottey. Silke Möller kam auf Platz fünf vor der US-Amerikanerin Gwen Torrence. Die ersten vier Läuferinnen blieben unter 22 Sekunden und Florence Griffith-Joyner unterbot mit ihren 21,34 s ihren Weltrekord aus dem Halbfinale noch einmal. Die vor diesen Spielen bestehende Rekordzeit verbesserte sie um 37 Hundertstelsekunden.

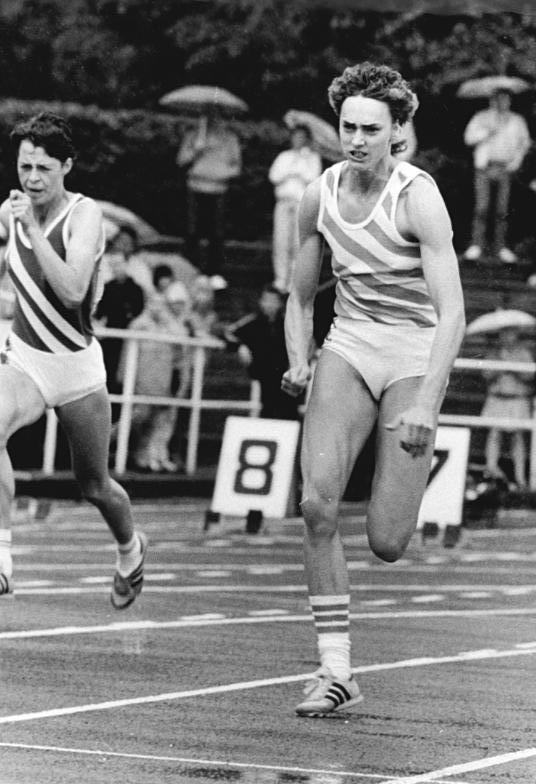
Heike Drechsler (rechts) errang nach ihrem dritten Platz über 100 Meter ihre zweite Bronzemedaille
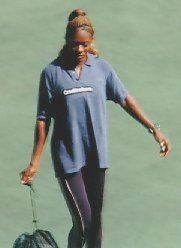
Der viertplatzierte Merlene Ottey
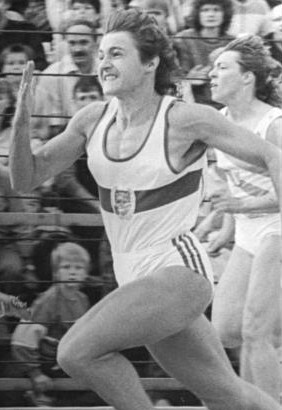
Die amtierende Weltmeisterin Silke Möller – damals als Silke Gladisch – belegte Rang fünf

## Videolinks
- 1988 Olympic Women's 200m final Florence Griffith Joyner 21 34 WR, youtube.com, abgerufen am 5. Dezember 2021
- 1988 Womens Olympics 200m Final Flo Jo runs 21.34 WR, youtube.com, abgerufen am 29. Januar 2018